# Lotte Friese-Korn
Lotte Friese-Korn (* 1. September 1899 in Halle (Saale); † 14. Oktober 1963 in Weidenau) war eine deutsche Politikerin der FDP.

## Leben und Beruf
Nach dem Besuch des Lyzeums und der Handelsschule in Erfurt, besuchte Friese-Korn, die evangelischen Glaubens war, von 1918 bis 1920 die Gärtnerinnenlehranstalt in Weimar. Anschließend arbeitete sie in einer Landfrauenschule, einer Handelsgärtnerei und in einer privaten Gartenbaufirma. Schließlich war sie für die Schulgartenanlage des Rosenthal-Lyzeums in Magdeburg und der Waldschule in Möser zuständig. Ab 1926 arbeitete sie am Botanischen Garten der Universität Jena. Nach ihrer Hochzeit zog sie nach Siegen in Westfalen und war dort bis 1939 als Gartenbaulehrerin an der städtischen Berufs- und Fachschule tätig. Danach arbeitete sie in gleicher Funktion an der Mädchenberufsschule in Bochum.
Nach dem Zweiten Weltkrieg war sie Vorstandsmitglied des Landesvorstandes Westfalen-Lippe des DRK und des Jugendherbergswerkes.

## Politik
Friese-Korn trat 1946 der FDP bei. Bereits seit 1947 war sie für knapp zwölf Jahre Mitglied des Landesvorstandes der nordrhein-westfälischen FDP, 1948/49 auch des Bundesvorstandes. Sie war Vorsitzende des Landesfrauenausschusses und stellvertretende Vorsitzende des Bundesfrauenausschusses der FDP. Lotte Friese-Korn gehörte dem Gemeinderat von Breitenbach und dem Kreistag im Kreis Siegen an.
Sie war von 1947 bis 1954 Landtagsabgeordnete in Nordrhein-Westfalen. Friese-Korn gehörte dem Deutschen Bundestag von 1953 bis 1961 an. Sie hatte bei der Bundestagswahl am 6. September 1953 im Wahlkreis 82 Rheydt-Mönchengladbach-Viersen kandidiert und zog über die Landesliste in den Bundestag ein. Von 1957 bis 1961 war sie Vorsitzende des Arbeitskreises III „Arbeit und Sozialpolitik“ der FDP-Bundestagsfraktion.